# كلاوديو توريخون
كلاوديو توريخون (بالإسبانية: Claudio Torrejón)‏ هو لاعب كرة قدم بيروفي في مركز الوسط، ولد في 14 مايو 1993 في ليما في بيرو. لعب مع نادي أوليسيس ونادي بانانتس ونادي سبورتينغ كريستال.

## وصلات خارجية
- كلاوديو توريخون على موقع قاعدة بيانات كرة القدم.إي يو (الإنجليزية)
- كلاوديو توريخون على موقع Soccerway.com (الإنجليزية)